# Justiça Federal no Ceará

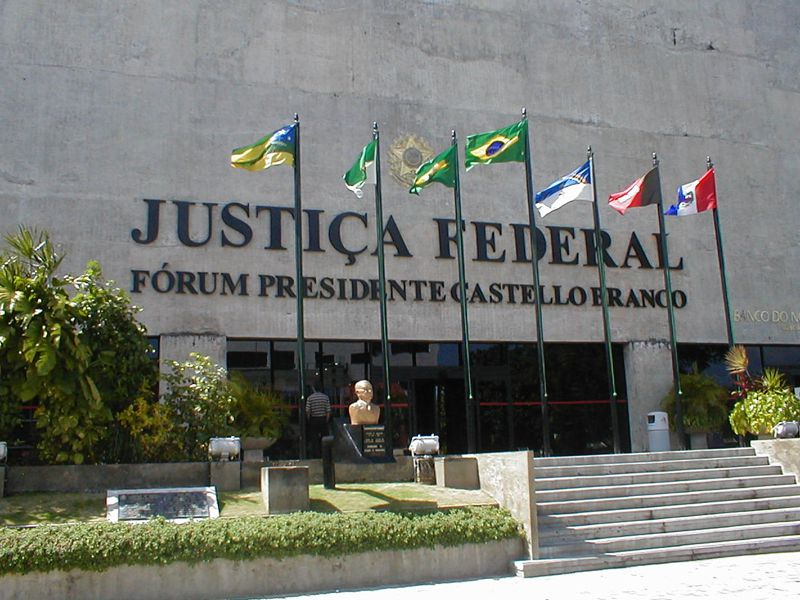
Fórum Presidente Castello Branco, sede da Justiça Federal no Ceará, no Centro de Fortaleza.

A Justiça Federal no Ceará é órgão de primeira instância da Justiça Federal, com jurisdição no estado do Ceará e competência para processar e julgar as questões que envolvem a União, suas autarquias, fundações e empresas públicas federais, além de questões de interesse da Federação, conforme previsto no artigo 109 da Constituição Federal de 1988, sendo sediada em Fortaleza e composta por nove subseções judiciárias e integra o Tribunal Regional Federal da 5ª Região.
Está sediada atualmente no Centro de Fortaleza.

## História
A Justiça Federal brasileira foi criada logo após a Proclamação da República, ainda no governo provisório, por iniciativa do então Ministro da Justiça Manuel Ferraz de Campos Sales, vinda a ser oficializada pelo presidente Deodoro da Fonseca através do Decreto n.º 848, de 11 de outubro de 1890. No governo Vargas, em 1937, foi extinta, sendo restabelecida pelo presidente Castelo Branco, através da Lei nº 5.010, de 30 de julho de 1966.
A Justiça Federal no Ceará foi reinstalada em 15 de novembro de 1967, funcionando em três salas fornecidas pelo antigo Instituto Nacional da Previdência Social (INPS), em um prédio da Rua do Rosário, no centro da cidade, cuja solenidade de inauguração foi presidida pelo então presidente do Tribunal Federal de Recursos, o ministro cearense Moacir Catunda, que empossou os dois primeiros Magistrados: Roberto de Queiroz, juiz titular, e Jesus Costa Lima, juiz substituto. O local era diminuto e tornou-se ainda mais inadequado quando a então vara única tornou-se 1ª Vara com a criação da 2ª Vara, em 1971, fazendo-se necessárias melhores acomodações físicas.
Em 20 de setembro de 1972 a Justiça Federal passou a funcionar no bairro da Aldeota, no endereço onde hoje se encontra o edifício anexo, onde antes havia uma casa residencial, sendo o primeiro órgão público a instalar sua sede naquele bairro, que era então predominantemente residencial e onde começavam a aparecer timidamente os primeiros estabelecimentos comerciais, ao longo da Avenida Santos Dumont. A casa escolhida tinha dois pavimentos e fora recebida pela Fazenda Nacional como pagamento de uma dívida fiscal, sendo então cedida para a Justiça Federal e reformada, com a construção, na parte de trás, de um complemento também de dois pisos, onde funcionavam os gabinetes dos Juízes e as salas de audiências. 
Com o desmembramento das duas anteriores varas, criando-se as 3ª e 4ª varas federais, em 1983, a casa de dois pavimentos era já se mostrava insuficiente para abrigar os serviços judiciários, pelo que, em setembro de 1989, após dois anos de obras, foi inaugurada a nova sede em um edifício de sete pavimentos, construído no terreno dos fundos da antiga casa , que veio a ser demolida e no local funciona o estacionamento do prédio. A Justiça possuía então cinco varas (a 5a Vara instalada em 1987), mostrando-se suficiente suas novas instalações. Ocorre que em 1989 foram instaladas duas novas varas (6ª e 7ª) e, em 1991, a 8ª vara, ressurgindo a necessidade de expansão.
Na evolução das negociações de aquisição do edifício Raul Barbosa, em dezembro de 2000, toda a estrutura da Justiça Federal, que funcionava no prédio da Aldeota, foi transferida para a sua nova sede, no centro da cidade, enquanto o anterior, após a aprovação da Lei n.º 10.259/2001, criando os Juizados Especiais Federais, passou a ser ocupado com a instalação dos dois primeiros Juizados Federais, em janeiro de 2002, no mesmo ano em que ocorreu a especialização da 9a. Vara Federal em matéria fiscal e das 11a e 12a, em matéria penal, varas essas que foram removidas também para o prédio da rua João Carvalho, que se tornaria então no anexo Aldeota.
Em novembro de 2017, foi a primeira instituição judiciária do país a instalar uma usina de energia solar no país.

## Atual Composição
| Vara Federal | Localização         | Juiz Federal Titular                       | Juiz Federal Substituto                 |
| ------------ | ------------------- | ------------------------------------------ | --------------------------------------- |
| 1ª           | Fortaleza (Centro)  | Luís Praxedes Vieira da Silva              |                                         |
| 2ª           | Fortaleza (Centro)  | Jorge Luis Girão Barreto                   |                                         |
| 3ª           | Fortaleza (Centro)  | George Marmelstein Lima                    |                                         |
| 4ª           | Fortaleza (Centro)  | José Vidal Silva Neto                      |                                         |
| 5ª           | Fortaleza (Centro)  | João Luís Nogueira Matias                  |                                         |
| 6ª           | Fortaleza (Centro)  | Leonardo Resende Martins                   |                                         |
| 7ª           | Fortaleza (Centro)  | Karla de Almeida Miranda Maia              |                                         |
| 8ª           | Fortaleza (Centro)  | Ricardo Cunha Porto                        |                                         |
| 9ª           | Fortaleza (Aldeota) | Germana de Oliveira Moraes                 | Dartanhan Vercingetórix de Araújo Rocha |
| 10ª          | Fortaleza (Centro)  | Alcides Saldanha Lima                      |                                         |
| 11ª          | Fortaleza (Aldeota) | Danilo Fontenele Sampaio Cunha             |                                         |
| 12ª          | Fortaleza (Aldeota) | Marcos Mairton da Silva                    | Ciro Benigno Porto                      |
| 13ª          | Fortaleza (Centro)  | José Helvesley Alves                       |                                         |
| 14ª          | Fortaleza (Centro)  | Niliane Meira Lima                         | André Luiz Cavalcanti Silveira          |
| 15ª          | Limoeiro do Norte   | Bernardo Lima Vasconcelos Carneiro         | André Vieira de Lima                    |
| 16ª          | Juazeiro do Norte   | Leonardo Augusto Nunes Coutinho            |                                         |
| 17ª          | Juazeiro do Norte   | Lucas Mariano Cunha Aragão de Albuquerque  | Moisés da Silva Maia                    |
| 18ª          | Sobral              | Sérgio de Norões Milfont Júnior            |                                         |
| 19ª          | Sobral              | Thiago Mesquita Teles de Carvalho          |                                         |
| 20ª          | Fortaleza (Aldeota) | Augustino Lima Chaves                      | Danielle Macêdo Peixoto de Carvalho     |
| 21ª          | Fortaleza (UNIFOR)  | Agapito Machado                            | Marcus Vinícius Parente Rebouças        |
| 22ª          | Crateús             | Daniel Guerra Alves                        |                                         |
| 23ª          | Quixadá             | Ricardo José Brito Bastos Aguiar de Arruda |                                         |
| 24ª          | Tauá                | João Batista Martins Prata Braga           |                                         |
| 25ª          | Iguatu              | Aguardando Nomeação do TRF5                |                                         |
| 26ª          | Fortaleza (Centro)  | Sérgio Fiúza Tahim de Sousa Brasil         |                                         |
| 27ª          | Itapipoca           | Elise Avesque Frota                        |                                         |
| 28ª          | Fortaleza (Centro)  | José Maximiliano Machado Cavalcanti        |                                         |
| 29ª          | Limoeiro do Norte   | Leopoldo Fontenele Teixeira                |                                         |
| 30ª          | Juazeiro do Norte   | Débora Aguiar da Silva Santos              | Danielli Farias Rabelo Leitão Rodrigues |
| 31ª          | Sobral              | Iaci Rolim de Sousa                        |                                         |
| 32ª          | Fortaleza (Aldeota) | Francisco Luís Rios Alves                  |                                         |
| 33ª          | Fortaleza (Aldeota) | Glêdison Marques Fernandes                 |                                         |
| 34ª          | Maracanaú           | Ricardo Ribeiro Campos                     |                                         |
| 35ª          | Maracanaú           | Cíntia Menezes Brunetta                    |                                         |

| Turma Recursal (Fortaleza - Centro) | Relatoria | Juiz Federal                              | Presidência TR      |
| ----------------------------------- | --------- | ----------------------------------------- | ------------------- |
| 1ª                                  | 1ª        | vago                                      |                     |
| 1ª                                  | 2ª        | Bruno Leonardo Câmara Carrá               | Presidente da 1ª TR |
| 1ª                                  | 3ª        | José Eduardo de Melo Vilar Filho          |                     |
| 1ª                                  | suplente  | Marcus Vinícius Parente Rebouças          |                     |
| 2ª                                  | 1ª        | Gustavo Melo Barbosa                      |                     |
| 2ª                                  | 2ª        | Paula Emília Moura Aragão de Sousa Brasil | Presidente da 2ª TR |
| 2ª                                  | 3ª        | Gisele Chaves Sampaio Alcântara           |                     |
| 2ª                                  | suplente  | João Luís Nogueira Matias                 |                     |
| 3ª                                  | 1ª        | Nagibe de Melo Jorge Neto                 | Presidente da 3ª TR |
| 3ª                                  | 2ª        | Júlio Rodrigues Coelho Neto               |                     |
| 3ª                                  | 3ª        | André Dias Fernandes                      |                     |
| 3ª                                  | suplente  | Dartanhan Vercingetórix de Araújo Rocha   |                     |

## Administração
Diretoria do Foro
- Diretor do Foro: Juiz Federal Bruno Leonardo Câmara Carrá
- Vice-Diretor do Foro: Juiz Federal José Maximiliano Machado Cavalcanti

Mapa Estratégico
- Missão: Garantir à sociedade uma prestação jurisdicional acessível, rápida e efetiva;
- Visão: Consolidar-se perante a sociedade como uma justiça efetiva e transparente;
- Valores: Ética; Respeito à cidadania e ao ser humano; Responsabilidade ambiental; Transparência; Qualidade; Inovação.

## Jurisdição

Mapa da Jurisdição Atual da JFCE

A Justiça Federal exerce sua jurisdição territorial no Estado do Ceará por meio de varas federais instaladas na sede, em Fortaleza, e em nove subseções judiciárias distribuídas pelo interior do estado, atendendo cada qual a uma microrregião definida por resolução do Tribunal Regional Federal da 5ª Região .
Expansão para o interior do Estado
Seguindo uma tendência que já se consolidara no centro-sul do Brasil, a Justiça Federal cearense percebeu a necessidade de interiorizar suas atividades, de modo a alcançar de modo mais efetivo o jurisdicionado que mora em outras regiões do Estado. Houve então a criação de novas varas federais, destinadas a cidades do interior, tendo sido inaugurada, em setembro de 2004, a primeira unidade fora da capital, em Limoeiro do Norte. No ano seguinte, 2005, em Juazeiro do Norte e em Sobral; em 2010, em Crateús, em Quixadá, em Tauá e em Iguatu. Em 2011, em Itapipoca e, em 2014, em Maracanaú.
Essa estrutura é divididas em varas cíveis, especializadas (criminais e de execução fiscal) e juizados especiais federais.
Subseções Judiciárias da Justiça Federal no Ceará:
- Crateús ( 22ª Vara);
- Iguatu (25ª Vara);
- Itapipoca (27ª Vara);
- Juazeiro do Norte (15ª e 29ª Varas);
- Limoeiro do Norte (15ª e 29ª Varas);
- Maracanaú (34ª e a 35ª Varas);
- Quixadá (23ª Vara);
- Sobral (18ª, 19ª e 31ª Varas);
- Tauá (24ª Vara).